# Галашина, Мария Ивановна
Мария Ивановна Галашина — советский хозяйственный, государственный и политический деятель, Герой Социалистического Труда.

## Биография
Родилась в 1909 году в Костромской губернии. Член КПСС.
С 1927 года — на хозяйственной, общественной и политической работе. В 1927—1959 гг. — доярка, доярка группы племенных коров племенного молочного совхоза «Караваево» Костромского района Костромской области, участница Всесоюзной сельскохозяйственной выставки, доярка молочного совхоза «Караваево» Костромского района Костромской области.
Указом Президиума Верховного Совета СССР от 12 июля 1949 года присвоено звание Героя Социалистического Труда с вручением ордена Ленина и золотой медали «Серп и Молот».
Умерла в Караваеве в 1978 году.